# 1. FC Germania Egestorf/Langreder
Der 1. Fußballclub Germania Egestorf/Langreder e. V., bekannt als 1. FC Germania Egestorf/Langreder, ist ein Fußballverein aus den Orten Egestorf und Langreder der Stadt Barsinghausen. Die erste Männermannschaft spielt seit dem Abstieg aus der Regionalliga Nord im Jahre 2019 in der fünfklassigen Oberliga Niedersachsen.

## Geschichte
Der Verein entstand am 1. Juli 2001, als die Fußballabteilungen des TSV Egestorf und des TSV Langreder auf Initiative des ehemaligen Spielers des TSV Langreder und späteren niedersächsischen Verbandspräsidenten Karl Rothmund fusionierten. Der TSV Egestorf spielte in der Saison 1955/56 in der seinerzeit drittklassigen Amateurliga 3. Der TSV Langreder erlebte in den 1990er Jahren seinen sportlichen Höhenflug. Nach dem Kreisligaaufstieg von 1994 gelang drei Jahre später der Sprung in die Bezirksklasse. Im Jahre 1999 schaffte die Mannschaft den Sprung in die Bezirksliga, ehe es im Jahre 2001 zur Fusion kam.
Nach der Fusion startete die Germania in der Bezirksliga Hannover 1 und schaffte im Jahre 2003 den Aufstieg in die Bezirksoberliga Hannover. Dort wurde die Mannschaft im Jahre 2008 mit einem Punkt Rückstand auf die SpVgg Preußen Hameln Vizemeister. Zwei Jahre später wurde die Germania erneut Vizemeister, dieses Mal hinter dem SV Arminia Hannover. Im Jahre 2012 sicherte sich die Mannschaft schließlich vorzeitig die Landesligameisterschaft und den damit verbundenen Aufstieg in die Oberliga Niedersachsen.
Im April 2016 qualifizierte sich Germania Egestorf durch einen 6:4-Sieg nach Elfmeterschießen gegen den Drittligisten VfL Osnabrück erstmals für den DFB-Pokal. In der Oberligasaison 2015/16 wurde die Germania Vizemeister hinter Lupo Martini Wolfsburg und erreichte die Aufstiegsrunde zur Regionalliga Nord. Durch zwei Unentschieden gegen den Bremer SV und den SV Eichede sowie einen Sieg gegen Altona 93 wurde der Aufstieg im Juni 2016 perfekt gemacht.
Die Germania traf in der ersten Runde des DFB-Pokals 2016/17 auf den Bundesligisten TSG 1899 Hoffenheim und unterlag vor 2.500 Zuschauern im August-Wenzel-Stadion in Barsinghausen mit 0:6. Nach einem fünften Platz in der Saison 2017/18 stieg die Germania ein Jahr später wieder in die Oberliga Niedersachsen ab.

## Stadion

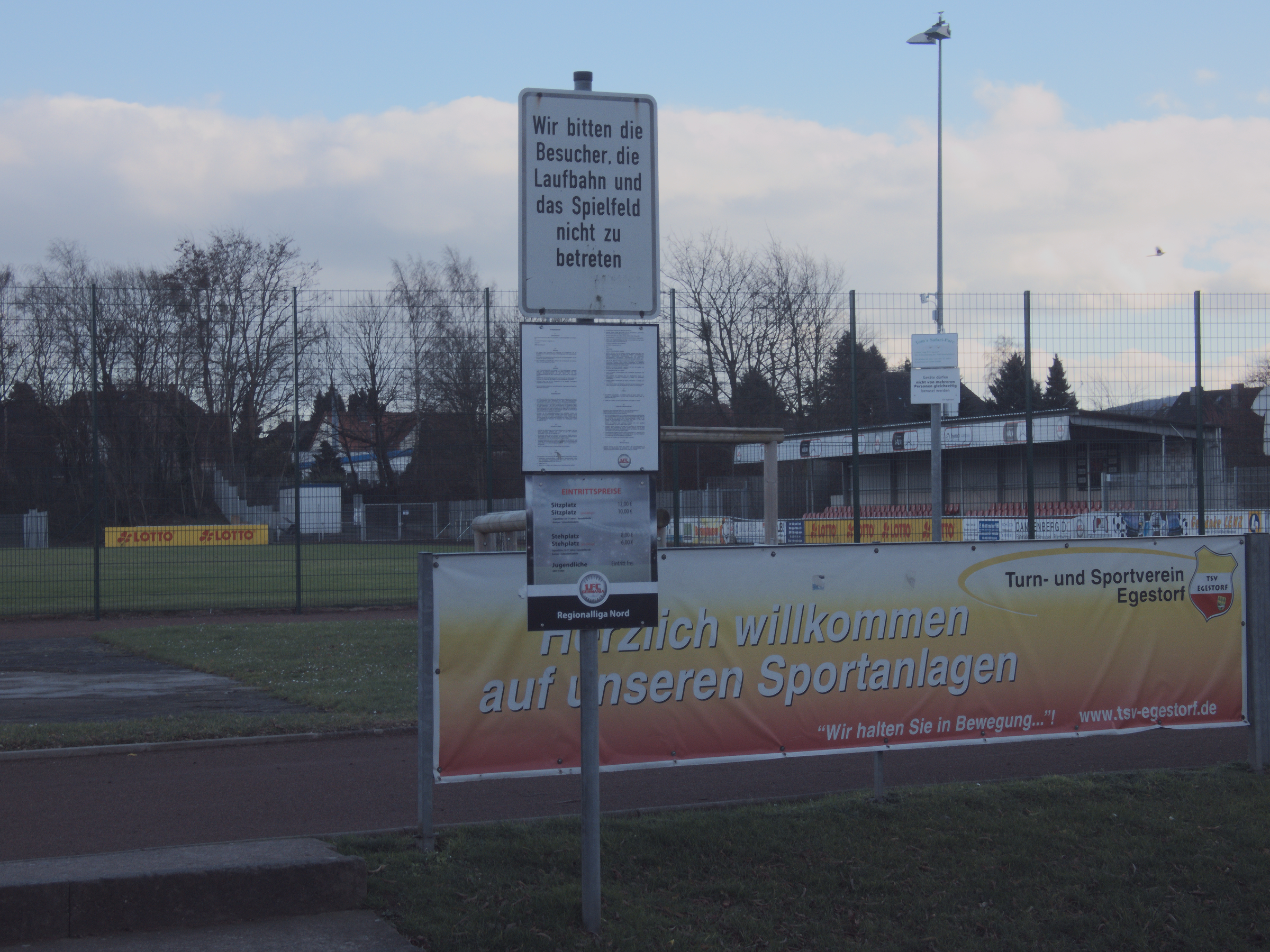
Blick vom Stadiontor an der Ammerke auf die Haupttribüne.

Seit der Saison 2007/08 spielt die 1. Mannschaft von Germania Egestorf/Langreder im Stadion an der Ammerke. Am 22. Mai 2012 wurde auf der Südseite des Platzes eine überdachte Zuschauertribüne gebaut, welche aus 162 Sitzplätzen besteht. Um den Bau der Tribüne auch finanzieren zu können, halfen jeden Tag bis zu drei Spieler der Germania auf der Baustelle mit. Interessenten konnten sich mit einem Preis von 500 Euro namentlich auf den Sitzschalen verewigen lassen. Das Stadion fasst bis zu 1.200 Zuschauer, welche zuletzt beim 2016 in Egestorf ausgetragenen Niedersachsenpokalendspiel gezählt wurden. Das Spiel endete 2:0 für den amtierenden Pokalsieger SV Drochtersen/Assel. Seit dem Halbfinale des Niedersachsenpokals 2015/16 gegen den VfL Osnabrück besitzt das Stadion einen abgetrennten Gästebereich und einen Zaun auf der Tribünenseite.

## Kritik
Der Verein steht wegen seiner vielfachen personellen Überschneidungen zu dem in Barsinghausen ansässigen Niedersächsischen Fußballverband (NFV) in der Kritik. So ist mit Jan Baßler ein stellvertretender Direktor des NFV gleichzeitig Spieler und Manager bei der Germania. Recherchen des Kicker-Sportmagazins ergaben, dass Baßler in mindestens einem Fall für den Verein Verhandlungen mit einem Konkurrenzverein über einen Spielertransfer führte. Da alle Spielerverträge dem NFV in Kopie vorgelegt werden müssen, sprach das Magazin von einem Interessenkonflikt. Umgekehrt ist der Pressesprecher von Egestorf/Langreder Manfred Finge gleichzeitig Pressesprecher beim NFV. Darüber hinaus erhielten zahlreiche Spieler der Germania beim NFV oder dessen Tochterfirmen Arbeitsplätze, nachdem sie zum Verein gewechselt sind.
Ferner ist das in Barsinghausen ansässige Sporthotel Fuchsbachtal, das sich im Besitz des NFV befindet, Sponsor des 1. FC Germania. Die Verflechtungen reichen bis zum DFB. In einem Einladungsschreiben zum 70. Geburtstag, das unter anderem vom damaligen DFB-Präsidenten Wolfgang Niersbach unterzeichnet wurde, wurden die Empfänger um Spenden für die Germania gebeten. 
Der aus Hannover stammende Anwalt Jürgen Scholz bezeichnete den 1. FC Germania Egestorf/Langreder als Karl Rothmunds Verein und stellte Vergleiche zum Berliner FC Dynamo auf, welcher der Verein des Stasi-Chefs Erich Mielke war. Darüber hinaus würde der NFV mit seiner Unterstützung des Vereins den Wettbewerb massivst verzerren. Karl Rothmunds Vorgänger als NFV-Vorsitzender Engelbert Nelle bezeichnete den 1. FC Germania einst als seine Betriebsmannschaft. NFV-Präsident Karl Rothmund erklärte gegenüber Spiegel Online, dass er „überhaupt keine Funktion“ beim 1. FC Germania Egestorf/Langreder ausüben würde und wies Anschuldigungen zurück, nachdem der NFV den Verein unterstützen würde. Außerdem würde der niedersächsische Verband niemanden einstellen mit der Vorgabe, bei der Germania zu spielen. Rothmund ergänzte, dass er nicht Mitglied des Vereins sei und bezeichnete die gegen ihn und den Verein erhobenen Vorwürfe als Anfeindungen bzw. als Unverfrorenheiten. Sämtliche Personalentscheidungen beim NFV würden sowohl vom Präsidium als auch vom Betriebsrat genehmigt werden müssen. Germanias ehemaliger Vorsitzender Torsten Seebeck vermutete damals Neid hinter den Anschuldigungen.
Im Juli 2017 wurden durch die Staatsanwaltschaft Hannover Ermittlungen wegen des Verdachts der Untreue zum Nachteil der Robert-Enke-Stiftung eingeleitet. Dabei wird dem Verdacht nachgegangen, ob Gelder der Stiftung zweckentfremdet wurden. Auch hier soll die Germania profitiert haben.

## Persönlichkeiten
- Bernd Dierßen, ehemaliger Bundesligaspieler, war Trainer bei Germania
- Torben Engelking, wurde Drittligaspieler beim TSV Havelse
- Karl Rothmund, ehemaliger Präsident des NFV, Barsinghäuser Ehrenbürger und ehemaliger Bürgermeister[7]
- Marco Schikora, wurde Drittligaspieler beim FSV Zwickau, spielte von 2012 bis 2018 für Germania
- Kevin Schumacher, wurde Drittligaspieler bei Hansa Rostock
- Dariusz Szubert, ehemaliger polnischer Nationalspieler, spielte von 2004 bis 2007 für Germania
- Hendrik Weydandt, ehemaliger Bundesliga- und Zweitligaspieler von Hannover 96, der von 2014 bis 2018 für die Germania spielte